# ユミコ・チェン
ユミコ・チェン（鄭希怡、Yumiko Cheng、1981年9月6日-）は、上海生れの香港の歌手、女優。
2002年に、劉思惠（現在は音楽界に引退）と蔣雅文ともにアイドル歌手ユニット「3T」のメンバーとしてデビューし、美貌とそのスタイルのよさでまたたくまに人気を博した。
「ユミコ」は日本の女性名だが本人は漢族で、香港で英語名の代わりに日本語名をつけるのが流行り、学生時代につけられたものをそのまま芸名として使用している。

## 音楽作品

### アルバム
| リリース年 | 月日     | タイトル（中国語） | タイトル（英語） | コメント    |
| ---------- | -------- | ------------------ | ---------------- | ----------- |
| 2002年     | 11月26日 | Yumiko Debut EP    | Yumiko Debut EP  |             |
| 2003年     | 9月11日  | 舞舞舞             |                  |             |
| 2003年     | 11月14日 | One 2 Three        | One 2 Three      |             |
| 2004年     | 8月20日  | Perfect Date       | Perfect Date     |             |
| 2005年     | 6月21日  | Yumiko's Space     | Yumiko's Space   |             |
| 2006年     | 4月13日  | Passion            | Passion          |             |
| 2006年     | 11月10日 | 七連滋養           |                  | 新曲+ベスト |
| 2008年     | 2月2日   | 超模               |                  |             |

## 映像作品

### 映画
- ロアン・リンユィ 阮玲玉（1991年）
- ドラゴン・イン/新龍門客棧（1992年）

- ヒート・ガイズ　傷だらけの男たち （2004年）
- 長恨歌 （2005年）

### テレビドラマ
- プライド 小魚児与花無缺（2005年）